# Dorfen
Dorfen är en stad i Landkreis Erding i Regierungsbezirk Oberbayern i förbundslandet Bayern i Tyskland.